# Bernie Shaw
Pour les articles homonymes, voir Shaw.
Bernie Shaw (né le 15 juin 1956 à Vancouver, Canada) est le principal chanteur du groupe Uriah Heep. Il a intégré le groupe en 1986 à la suite du renvoi de Steve Fontaine.

## Historique
Lors du dernier concert du groupe Stratus au Marquee Club à Londres, le guitariste d'Uriah Heep Mick Box était dans la salle. Le chanteur de Uriah Heep, Steff Fontaine, venait d'être mis à pied, Box recherchait un chanteur qui pourrait atteindre les notes hautes. Box a demandé à Shaw d'auditionner pour Uriah Heep, puis l'a engagé comme le nouveau chanteur du groupe.
Le premier album de Shaw avec Heep était Live in Moscow. En 1995, Shaw avait des problèmes de gorge graves et il semblait pendant un moment, que Shaw aurait à quitter sa carrière de chanteur. Pour les concerts en Autriche et en Afrique du Sud l'ancien chanteur de Heep John Lawton fut choisi. Shaw a récupéré après une intervention chirurgicale mineure. Il est maintenant le chanteur le plus ancien du groupe.